# Toby Leonard Moore
Toby Leonard Moore (Sydney, 21 aprile 1981) è un attore e doppiatore australiano.

## Biografia
Figlio dell'attrice e doppiatrice Robyn Moore, Moore è nato nel 1981 a Sydney. All'età di 11 anni si è trasferito con la famiglia a Hobart, nella Tasmania, dove ha frequentato il St Virgil's College. Il suo desiderio di fare l'attore nasce in giovane età: Moore ha iniziato lavorando nella scena teatrale di Hobart e studiando recitazione presso il National Institute of Dramatic Art (NIDA) a Sydney.
Moore ha avuto il suo primo contatto con il mondo del cinema occupandosi del doppiaggio inglese di film stranieri, tra cui i film in lingua cinese The Promise (2005) e Rob-B-Hood (2006).
Nel 2009 è stato scelto per un piccolo ruolo nella serie televisiva Dollhouse di Joss Whedon, mentre nel 2010 ha ottenuto un ruolo ricorrente della miniserie The Pacific, trasmessa da HBO.
Nel 2014 ha ricoperto il ruolo minore di Victor nel film John Wick. Nel 2015 ha acquisito notorietà recitando nel cast principale della prima stagione di Daredevil, serie di Netflix, nella quale ha interpretato James Wesley.

Dal 2016 la sua notorietà è aumentata per aver partecipato alla serie Billions, nel ruolo di Bryan Connerty, il più stretto collaboratore del Procuratore Federale.  

### Vita privata
Moore ha sposato l'attrice australiana Michelle Vergara Moore e vive a New York (al 2012).

## Filmografia

### Attore

#### Cinema
- Mortal Kombat: Rebirth, regia di Kevin Tancharoen (2010) - corto
- John Wick, regia di Chad Stahelski e David Leitch (2014)
- Half the Perfect World, regia di Cynthia Fredette (2016)
- Mank, regia di David Fincher (2020)
- Payback, regia di Joseph Mensch (2021)
- American Insurrection, regia di William Sullivan (2021)

#### Televisione
- Joanne Lees: Murder in the Outback, regia di Tony Tilse - film TV (2007)
- Dollhouse - serie TV, episodio 1x04 (2009)
- La spada della verità (Legend of the Seeker) - serie TV, episodio 2x11 (2010)
- The Pacific - miniserie TV, 6 puntate (2010)
- Underbelly - miniserie TV, 5 episodi (2010)
- Blue Bloods - serie TV, episodio 1x09 (2010)
- NYC 22 - serie TV, episodio 1x09 (2012)
- Banshee - La città del male (Banshee) - serie TV, episodio 1x02 (2013)
- White Collar - serie TV, 2 episodi (2014)
- Daredevil - serie TV, 10 episodi (2015)
- Billions - serie TV, 51 episodi (2016-2023)
- Bull - serie TV, episodio 1x15 (2017)
- Condor - serie TV, 8 episodi (2020)
- The Unusual Suspects - serie TV, 4 episodi (2021)
- Mystery Road: Origin - serie TV, 6 episodi (2022)

### Doppiatore
- The Promise (Wu ji), regia di Chen Kaige (2005)
- Qing dian da sheng, regia di Jeffrey Lau (2005)
- Rob-B-Hood, regia di Benny Chan (2006)
- Taxxi 4 (Taxi 4), regia di Gérard Krawczyk (2007)
- Robot Chicken - serie TV, 1 episodio (2014)

## Doppiatori italiani
Nelle versioni in italiano delle opere in cui ha recitato, Toby Leonard Moore è stato doppiato da:
- Massimo De Ambrosis in White Collar, Mank, Condor
- Carlo Scipioni in John Wick, Daredevil
- Enrico Di Troia in The Pacific
- Fabrizio Vidale in Blue Bloods
- Francesco Meoni in Banshee - La città del male
- Gianfranco Miranda in Billions
- Andrea Lavagnino in Bull
- Roberto Certomà in The Blacklist